# 피콕 (항성)
공작자리 알파(α Pav) 또는 공식명칭 피콕(Peacock)은 공작자리 방향에 있는 쌍성이다. 이 별은 망원경자리와의 경계선 가까이에 있다.

## 명칭
공작자리 알파 α Pavonis는 항성계를 바이어 명명법으로 표기한 것이다.
역사적 명칭 피콕 Peacock 은 1930년대 말 폐하의 항해 연감 사무소(Her Majesty's Nautical Almanac Office)에서 영국 공군이 사용할 천문 연감(Air Almanac)을 작성하면서 만든 이름이다. 이 새로운 천문연감에 수록된 57 개의 항성들 중 공작자리 알파와 용골자리 엡실론 두 별에만 전통적인 명칭이 없었다. 공군은 모든 항성에 이름이 있어야 한다고 주장했기에 새로운 명칭들이 발명되었다. 공작자리 알파에는 영어로 공작을 뜻하는 피콕 Peacock (비둘기자리의 명칭 'pavo'는 라틴어로 ‘공작’이라는 뜻이다.)이, 용골자리 엡실론에는 아비오르 Avior 가 부여되었다. 2016년 7월 국제천문연맹 산하 항성명칭 워킹그룹은 공작자리 알파에 피콕을, 용골자리 엡실론에 아비오르를 공식 명칭으로 부여했다.
유럽에서 만든 별자리 명칭을 중화권에서는 공작(孔雀)으로 번역했다. 공작은 공작자리 알파를 포함하여 공작자리 에타, 공작자리 파이, 공작자리 누, 공작자리 람다, 공작자리 카파, 공작자리 델타, 공작자리 베타, 공작자리 제타, 공작자리 엡실론, 공작자리 감마로 이루어져 있다. 이들 중 공작자리 알파 하나만을 일컫는 이름은 공작11(孔雀十一)이다.

## 특징
이 별은 겉보기등급이 1.94로 공작자리에서 가장 밝다. 연주시차 자료에 기초하면 이 별은 태양으로부터 약 179 광년 떨어져 있다. 질량은 태양의 여섯 배, 반지름은 태양의 여섯 배이나 광도는 태양의 2200 배에 이른다. 광구에서의 유효온도는 17700 켈빈으로 이 온도 때문에 별은 청백색으로 빛난다. 분광형은 B3 V이지만 종전의 논문들에서는 종종 이 별에 준거성 광도분류를 부여해 왔다. 알파는 밝은 별 목록에는 B2.5 IV로 수록되어 있다.
공작자리 알파 정도 질량의 별들은 표면 근처에 대류권이 없을 것으로 여겨진다. 따라서 외곽 대기층에서 발견되는 물질들은 중심핵에서 발생하는 핵융합 작용에 사용되지 않는다. 이는 알파별 표면에 있는 원소들의 함량은 이 별이 태초부터 갖고 있던 양을 반영한다는 뜻이다. 특히 표면의 중수소 함량은 항성의 주계열 기간 동안 변하지 말았어야 한다. 알파의 수소 대비 중수소 비율은 5 × 10−6 미만으로 이는 별이 비정상적으로 중수소의 양이 적은 영역에서 생겨났든지, 아니면 중수소가 어떤 이유로 인해 소비되었음을 알려준다. 후자의 경우 가능한 시나리오 중 하나로 별에 있던 중수소는 공작자리 알파가 전주계열성일 시절에 소진되었다는 가설을 들 수 있다.
공작자리 알파 계는 우주공간에서 공통의 움직임을 공유하는 큰부리새자리-시계자리 성협의 구성원으로 보인다. 이 성협의 예상 나이는 4500만 년이다. 공작자리 알파는 이웃 별들에 대해 13 km s−1의 특이속도를 보인다.

## 동반 천체
공작자리 알파 근처의 안시 동반성으로 등록된 별은 총 세 개로,  9등급 별 둘은 알파에서 약 4 분각 거리에, 12등급의 F5형 주계열성 하나는 약 1 분각 거리에 있다. 9등급 동반성 둘 사이의 거리는 17 초각에 불과하다.
공작자리 알파 A는 질량 중심을 11.753 일에 1회 공전하는 분광쌍성 둘로 이루어져 있다. 그러나 두 별이 개별적으로 분리되어 관측되지 않는다는 이유 등으로 인해 동반 천체에 대해서는 질량이 태양의 최소 26%라는 것 외에 거의 밝혀진 것은 없다. 항성계 구성원들의 스펙트럼을 조합하여 모형화하려는 연구 결과에 따르면 계 구성원 둘의 분광형은 각각 B0.5와 B2이며 둘 사이의 겉보기등급 차이는 1.3이다.